# فيريت
الفرّيت (بالإنجليزية: Ferrite)‏ هو أحد أنواع الحديد، يتبلور طبقا نظام بلوري مكعب ويرمز له بالرمز ألفا-الحديد (α-iron) وتركيبه البلوري نظام بلوري مكعب مركزي الجسم. يكون الحديد النقي في صورة الفريت تحت درجة حرارة 911 مئوية ، وبين درجة حرارة 1493 حتى درجة انصهاره فيكون في شكل دلتا-فريت ( دلتا-حديد) δ-Ferrit .
الألفا-حديد ذو ذوبانية ضعيفة للكربون حيث تصل أعلي ذوبانية للكربون في حديد-ألفا 0.025% عند درجة حرارة 723 مئوية، أي عند درجة حرارة الايوتيكتويد وتنخفض إلى 0.0025% عند درجة حرارة الغرفة.
من الفريت يصنع الحديد المطاوع وكذلك الحديد الزهر بحسب نسبة الكربون الموجودة فيه.

## متوسط الخواص الميكانيكية للفيريت
1. مقاومة الشد 25 كجم/مم2

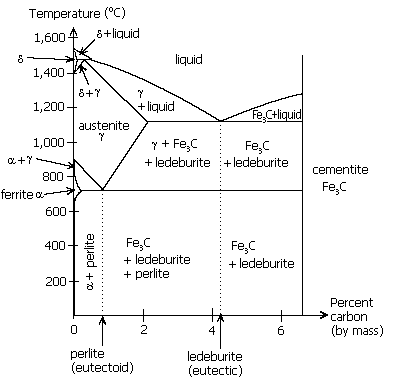
مخطط الحديد والكربون يبين ظروف تكون الفريت ألفا مستقرا (عند نحو 700 درجة مئوية)

2. الاستطالة 40% (عند طول قياسي = 50 مم)
3. والصلادة أقل من أن تقرأ على تدريج روكويل RC أي اقل من 20 درجة روكويل.
4. ذو قابلية عالية للتشكيل اللدن.
5. قابل للمغنطة.

## اقرأ أيضا
- حديد
- طور المادة
- باينيت
- سمنتيت
- مخطط الحديد والكربون